# Alliance des huit nations

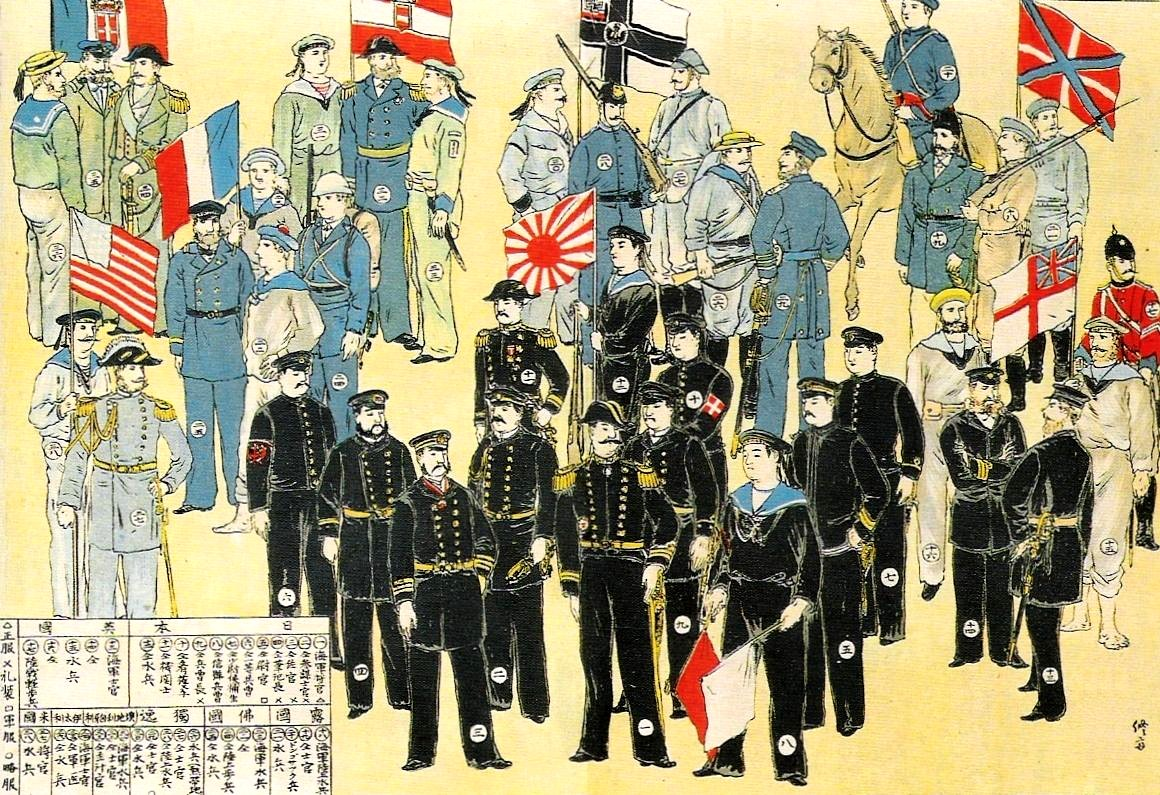
Militaires de l'Alliance des huit nations pendant la guerre des boxers, avec leurs drapeaux navals respectifs, de gauche à droite : Italie, États-Unis, France, Empire austro-hongrois, Japon, Allemagne, Royaume-Uni, Russie. Impression japonaise, 1900.

L'Alliance des huit nations (chinois simplifié : 八国联军 ; chinois traditionnel : 八國聯軍 ; pinyin : bāgúo liánjūn) est une coalition de huit puissances occidentales ou occidentalisées (Empire austro-hongrois, République française, Empire allemand, royaume d'Italie, empire du Japon, empire de Russie, Royaume-Uni et États-Unis), formée durant la colonisation de la Chine et qui écrase la révolte des Boxers en 1901.
À la fin de la campagne, le gouvernement impérial chinois est contraint de signer l'inégalitaire protocole de paix Boxer de 1901, l'un des nombreux traités inégaux imposés à différents pays d'Asie par ces nations.

## Prémices
À la fin du XIXe siècle, la colère envers les colons allait grandissant à cause de l'ingérence étrangère, des privilèges commerciaux accordés aux Occidentaux et de leur influence en Chine, avec l'approbation passive de l'impératrice douairière Cixi. Les différences sociales et technologiques aggravèrent cette opposition et furent par la suite déterminantes pour l'engagement armé. La guerre de l'opium, que la Chine perdit, refusant l'importation par les Britanniques de l'opium du Raj, venait de prendre fin et les traités inégaux imposaient à la Chine de se soumettre aux bons vouloirs des puissances occidentales.
L'opposition de la population chinoise à l’envahissement étranger qui se profilait se manifesta par exemple contre les missionnaires qui s'étaient donné pour tâche de convertir les Chinois, mais servaient aussi d'informateurs à leurs compatriotes et contribuaient à leurs visées expansionnistes. La haine envers les Occidentaux s'accrut au point de donner lieu à des actes de violence, notamment des destructions matérielles, dirigés contre les entreprises étrangères et leur personnel, voire à l'assassinat de diplomates et de missionnaires.
Ce mouvement insurrectionnel était surtout le fait de la fraction la plus pauvre de la population, ouvriers agricoles, bateliers, porteurs, artisans ruinés.
Bien que le gouvernement Qing ait condamné formellement ces actes de violence, il ne parvint pas à empêcher des membres de la majorité han de poursuivre ce mouvement, ainsi que certaines minorités de toute façon hostiles au pouvoir mandchou qui les opprimait depuis plusieurs siècles. Certaines factions gouvernementales menées par le prince Tuan, proche conseiller de l'impératrice douairière, les encouragèrent même dans cette voie.
Lorsque le quartier des légations fut assiégé par les Boxers, les huit principales nations impérialistes concernées réagirent militairement en envoyant des troupes sous le commandement de l'amiral britannique Edward Hobart Seymour pour mater la révolte. Il s'agissait non seulement de vaincre les assiégeants, mais aussi de rétablir par la force la suprématie étrangère en Chine.

## Déclenchement du conflit

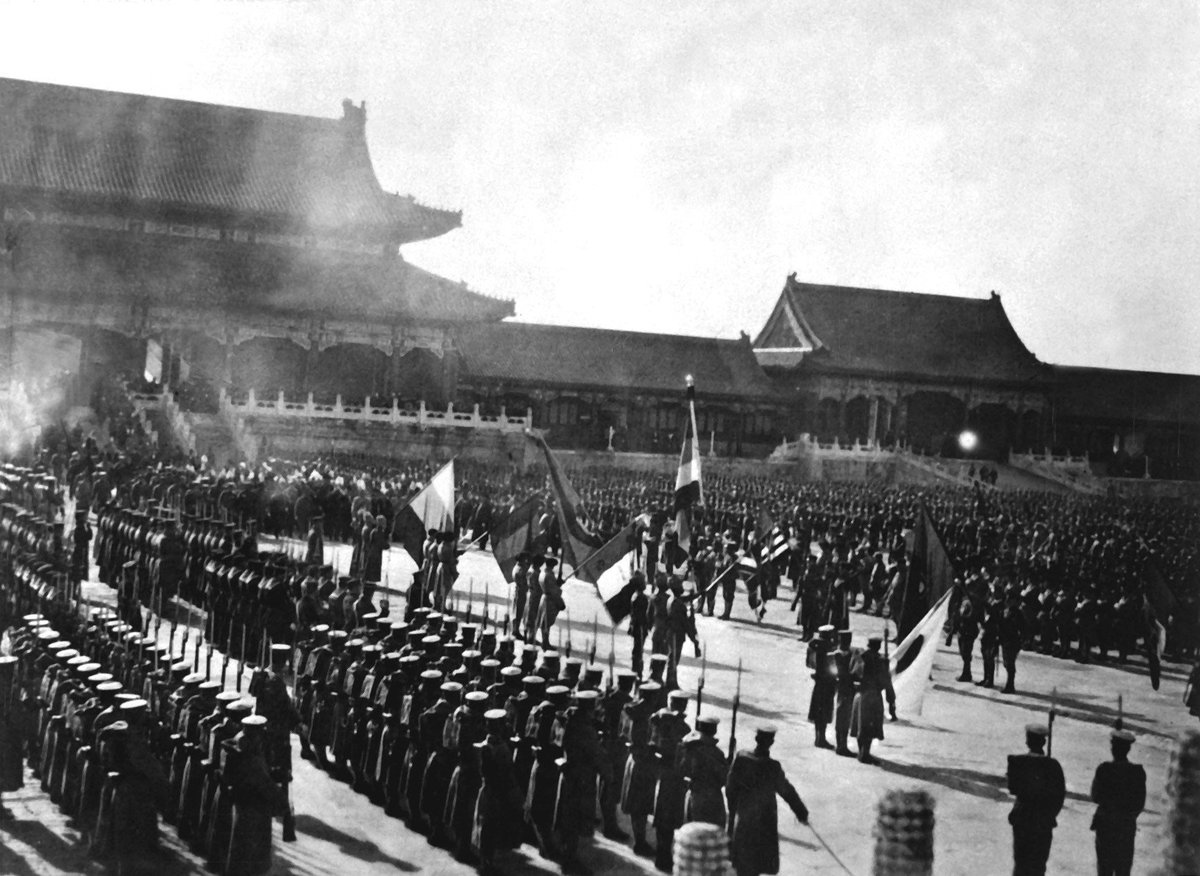
Armées étrangères dans la Cité interdite, à Pékin pendant la révolte des Boxers.

Le mouvement rebelle des Boxers attaqua et tua plusieurs missionnaires étrangers et chinois ainsi que des Chinois chrétiens dans le nord de la Chine en 1899 et 1900. Le gouvernement Qing et l'armée impériale soutenaient les Boxers et, sous les ordres du général mandchou Rong Lu, les troupes de l'armée impériale assiégèrent les étrangers, y compris les diplomates, réfugiés dans le quartier des légations de Pékin.
Le complexe diplomatique de Pékin fut assiégé par la division arrière des Wu Wei et de plusieurs Boxers pendant 55 jours (du 20 juin au 14 août 1900). Les assiégés, 473 civils étrangers, 409 soldats de huit nations différentes et environ 3 000 Chinois chrétiens se réfugièrent dans le quartier des légations. Sous le commandement du ministre britannique pour la Chine, Claude Maxwell MacDonald, le personnel des légations et les militaires défendirent les lieux avec des armes légères et un vieux canon à chargement par la bouche, découvert et déterré par des Chinois chrétiens qui le livrèrent aux Occidentaux. Le canon fut baptisé le "Canon International", car le fût était britannique, l'affût était italien, les obus étaient russes et les artilleurs américains.
La cathédrale nord de Pékin, Bei Tang était aussi assiégée. Elle était défendue par 43 soldats français et italiens, 33 prêtres et nonnes étrangères et environ 3 200 Chinois catholiques. Les défenseurs, dirigés par Mgr Favier, subirent de nombreuses pertes en raison du manque de nourriture et des mines qui explosèrent dans des sapes creusées par les assiégeants.
Après avoir échoué dans leur première tentative de "libération" du quartier en août 1900, les forces coalisées marchèrent vers Pékin depuis Tianjin, vainquirent à plusieurs reprises le corps d'armée des Wu Wei de l'armée impériale, et mirent fin à la rébellion des Boxers et au siège. Les coalisés occupèrent ensuite Pékin et pillèrent la capitale,. Les forces coalisées étaient constituées d'environ 45 000 hommes provenant de plusieurs nations. À la fin de la campagne en 1901, le gouvernement impérial signa le protocole de paix Boxer[réf. souhaitée].

## Nations coalisées

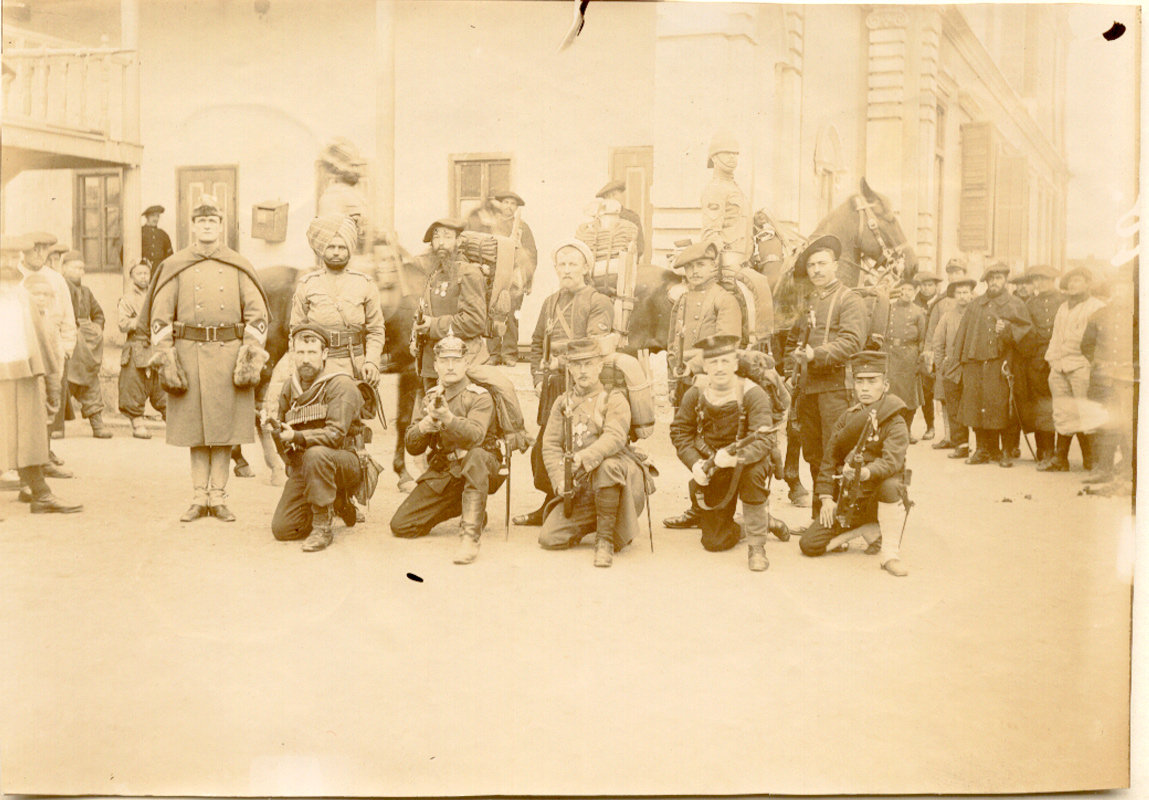
Soldats de l'Alliance des huit nations et recrues européennes

|                                             |                   |                      |          |
| ------------------------------------------- | ----------------- | -------------------- | -------- |
| Pays                                        | Navires de guerre | Infanterie de Marine | Soldats  |
| Empire du Japon                             | 18                | 540                  | 20 300   |
| Empire russe                                | 10                | 750                  | 12 400   |
| Royaume-Uni de Grande-Bretagne et d'Irlande | 8                 | 2 020                | 10 000   |
| République française                        | 5                 | 390                  | 3 130    |
| États-Unis                                  | 2                 | 295                  | 3 125    |
| Empire allemand                             | 5                 | 600                  | 300      |
| Empire austro-hongrois                      | 4                 | 296                  | inconnus |
| Royaume d'Italie                            | 2                 | 80                   | 2 500    |
| Total                                       | 54                | 4 971                | 51 755   |

### Autriche-Hongrie
Au début de la rébellion, l'Autriche-Hongrie ne possédait qu'un seul croiseur sur place, le SMS Zenta, basé dans la concession russe de Port Arthur. Les détachements de marins du Zenta furent les seules forces austro-hongroises à participer à l'action. Certains d'entre eux participèrent à la défense des légations assiégées tandis qu'un autre détachement participa aux tentatives de sauvetage. En juin, les Austro-Hongrois aidèrent à maintenir le contrôle du chemin de fer de Tianjin contre les Boxers et firent également feu sur les jonques armées sur la rivière Hai près de Tong-Tcheou à Pékin. Ils participèrent aussi à la prise des forts Taku commandant les accès à Tianjin et à l’abordage et à la capture de quatre destroyers chinois par le capitaine Roger Keyes du HMS Fame.
La marine austro-hongroise envoya plus tard les croiseurs SMS Kaiserin und Königin Maria Theresia, SMS Kaiserin Elisabeth, SMS Aspern ainsi qu'une compagnie d'infanterie de marine en Chine. Arrivés en septembre, ils furent inutiles car la plupart des combats étaient terminés et les légations libérées. Les croiseurs, avec le Zenta, participèrent au bombardement et à la capture de plusieurs forts chinois. Les Austro-Hongrois ne subirent que d'infimes pertes pendant la rébellion des Boxers. Après celle-ci, un croiseur fut définitivement maintenu sur les côtes chinoises et un détachement d'infanterie de marine fut déployé à l'ambassade austro-hongroise à Pékin. Le lieutenant Georg Ludwig von Trapp, rendu célèbre par la comédie musicale La Mélodie du bonheur, fut décoré pour sa bravoure à bord du SMS Kaiserin und Königin Maria Theresia.

### Empire britannique
Les forces britanniques, constituant le 3e plus grand contingent de l'alliance, provenaient majoritairement des colonies indiennes et étaient composées des unités suivantes : la Naval Brigade, la 12th Battery Royal Field Artillery, la Hong Kong & Singapore Artillery, la 2nd Battalion Royal Welsh Fusiliers, la 1st Bengal Lancers, la 7th Rajput Infantry, la 24th Punjab Infantry, la 1st Sikh Infantry, le Hong Kong Regiment, le 1st Chinese Regiment, les Royal Engineers, et quelques forces de soutien,.

#### Colonies australiennes
Plusieurs colonies australiennes envoyèrent des contingents de marins et soldats pour soutenir le contingent britannique. La colonie d'Australie-Méridionale envoya par exemple sa flotte : la canonnière HMAS Protector. Les forces arrivèrent cependant trop tard pour participer à des combats décisifs.

#### Colonies indiennes
Le Royaume-Uni envoya 10 000 hommes dont la plupart étaient Indiens, de régiments Baloutches, Sikhs, Gurkhas, Rajputs et Pendjabis,,.

### Empire allemand
L'Allemagne avait gagné de l'influence et une présence en Chine après l'incident de Juye, dans lequel deux missionnaires allemands furent assassinés. La concession de Jiaozhou et le port de Qingdao étaient utilisés comme base navale et port de commerce de l'escadre d'Extrême-Orient de l'empire allemand. Le port était gouverné par la Marine impériale allemande. Lors du début de la rébellion des Boxers en juin 1900, la garnison de la concession allemande était composée des 1 126 hommes du IIIe Seebataillon, d'une batterie d'artillerie navale, d'environ 800 hommes d'un détachement de Kommando et de marins de l'Escadre d'Extrême-Orient.

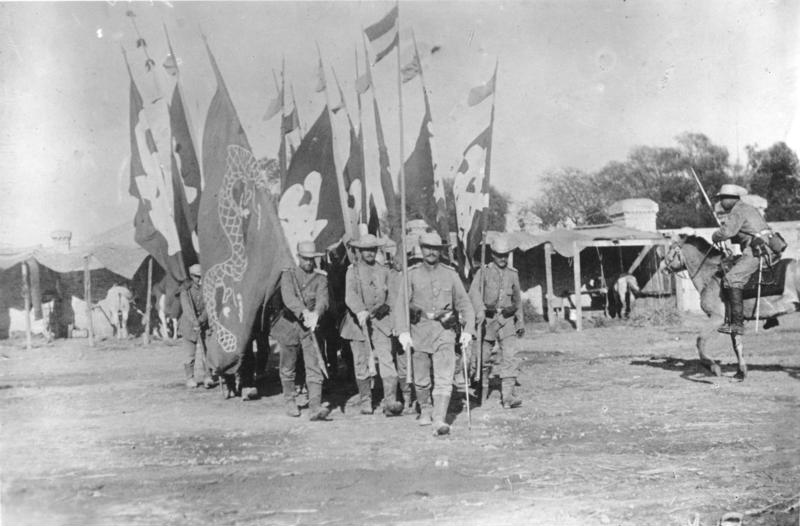
Troupes allemandes du Ier régiment d'infanterie d'Est Asie avec des drapeaux Boxers capturés

Avec les menaces grandissantes des Boxers, un petit groupe du IIIe Seebataillon fut envoyé à Pékin et Tianjin pour y protéger les intérêts allemands, et la majorité du reste des forces restèrent dans le port pour prévenir une éventuelle attaque contre Qingdao. Le siège des légations étrangères de Pékin contraignit cependant l'Allemagne et les autres nations à envoyer des renforts. Les premières troupes envoyées furent celles du Marine-Expeditionskorps constituées du Ier et IIe Seebatallions. Elles furent suivies du Ostasiatische Expeditionskorps, une force d'environ 15 000 hommes, principalement volontaires, de l'armée de terre, commandée par le général Alfred von Waldersee. Elle fut d’abord composée de quatre puis de six doubles régiments d'infanterie et d'une compagnie de Jäger (chasseurs à pied), de régiments de cavalerie et d'artillerie et de plusieurs unités de support et de logistique. La force fut incorporée dans le Marine-Expeditionskorps qui l'avait précédée de quelques semaines.
La plupart des forces allemandes arrivèrent cependant trop tard pour participer à des combats majeurs. Les premières forces du corps d'armée arrivèrent le 21 septembre à Taku, après la libération des légations. L’essentiel des troupes fut donc utilisé comme garnison et combattit les poches de résistance des Boxers restants. Le corps fut ensuite dissous et renvoyé en Allemagne au début de l'année 1901.

### République française

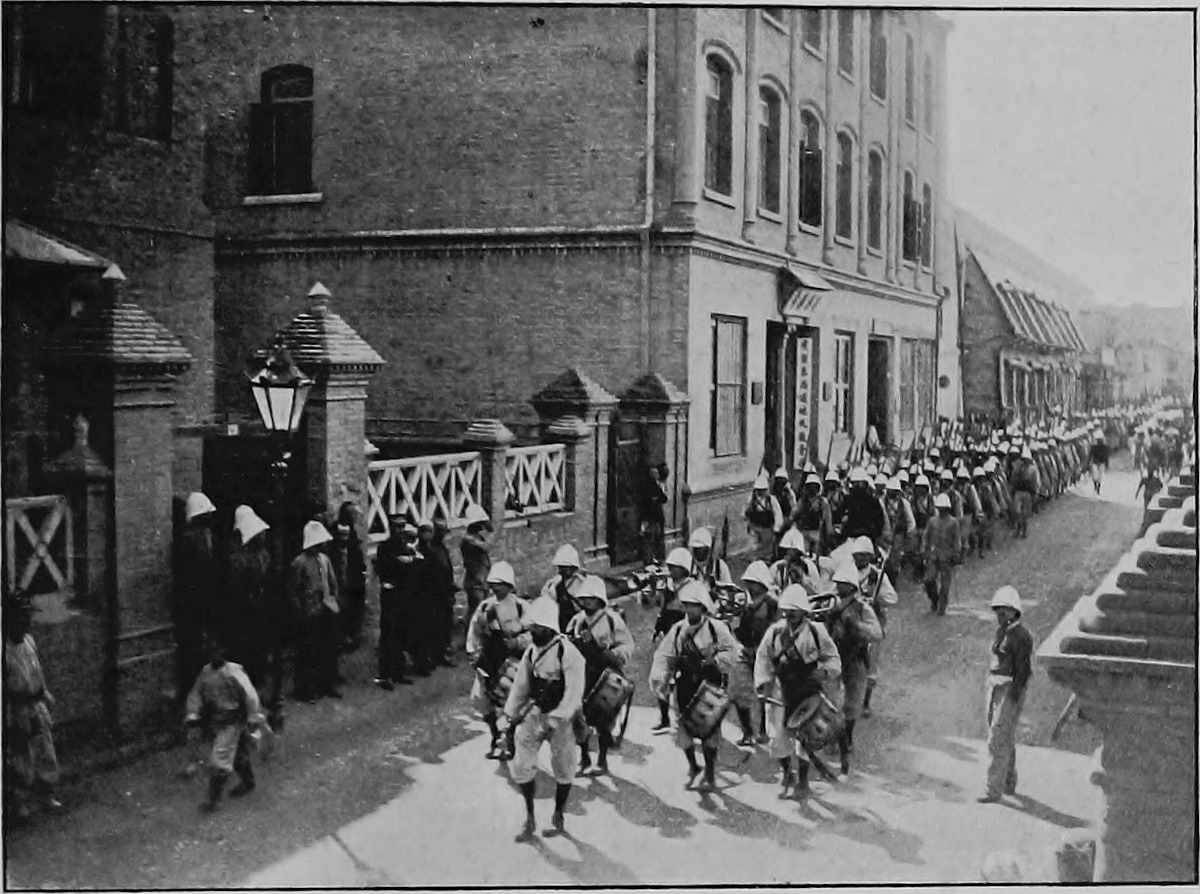
Infanterie coloniale française marchant dans la concession française de Tianjin.

Face aux événements violents, trois bataillons d'infanterie de marine, le II/9ème, le I et le II/11e RIMa stationnés en Indochine française furent envoyés en Chine (ils furent regroupés pour former le 16e régiment d'infanterie de marine). Ils intégrèrent la 1re brigade d'infanterie de marine commandée par le général Henri-Nicolas Frey. Les troupes françaises venues d'Algérie et de Métropole, notamment la 2e brigade commandée par le général Bailloud, embarquèrent à Marseille entre le 10 août et 8 septembre 1900 sur 14 navires et débarquèrent dans le courant du mois de septembre.
Dans les opérations, les forces françaises déplorent 53 tués au combat.
Les troupes françaises commencèrent à quitter la Chine à l'été 1901. Les unités restantes prirent le nom de brigade d'occupation de Chine, principalement constituée des 16e et 17e régiments d'infanterie coloniale, respectivement à Tianjin et Shanghai.

### Royaume d'Italie
Les forces italiennes furent initialement composées des équipages de navires de guerre. Plus tard, un plus grand contingent fut envoyé d'Italie, comprenant 83 officiers, 1 882 hommes et 178 chevaux, suivi d'une plus grande force d'environ 20 000 soldats. Ces derniers furent rappelés depuis Pékin après le conflit.

### Empire japonais
Le Japon déploya le plus grand contingent de troupes de l'alliance : 20 840 hommes et 18 navires. Parmi eux, 20 300 soldats provenaient de la 5e division d'infanterie de l'Armée impériale Japonaise, commandée par le lieutenant-général Yamaguchi Motoomi. Les 540 hommes restants étaient des rikusentai de la Marine impériale japonaise.

### Empire russe

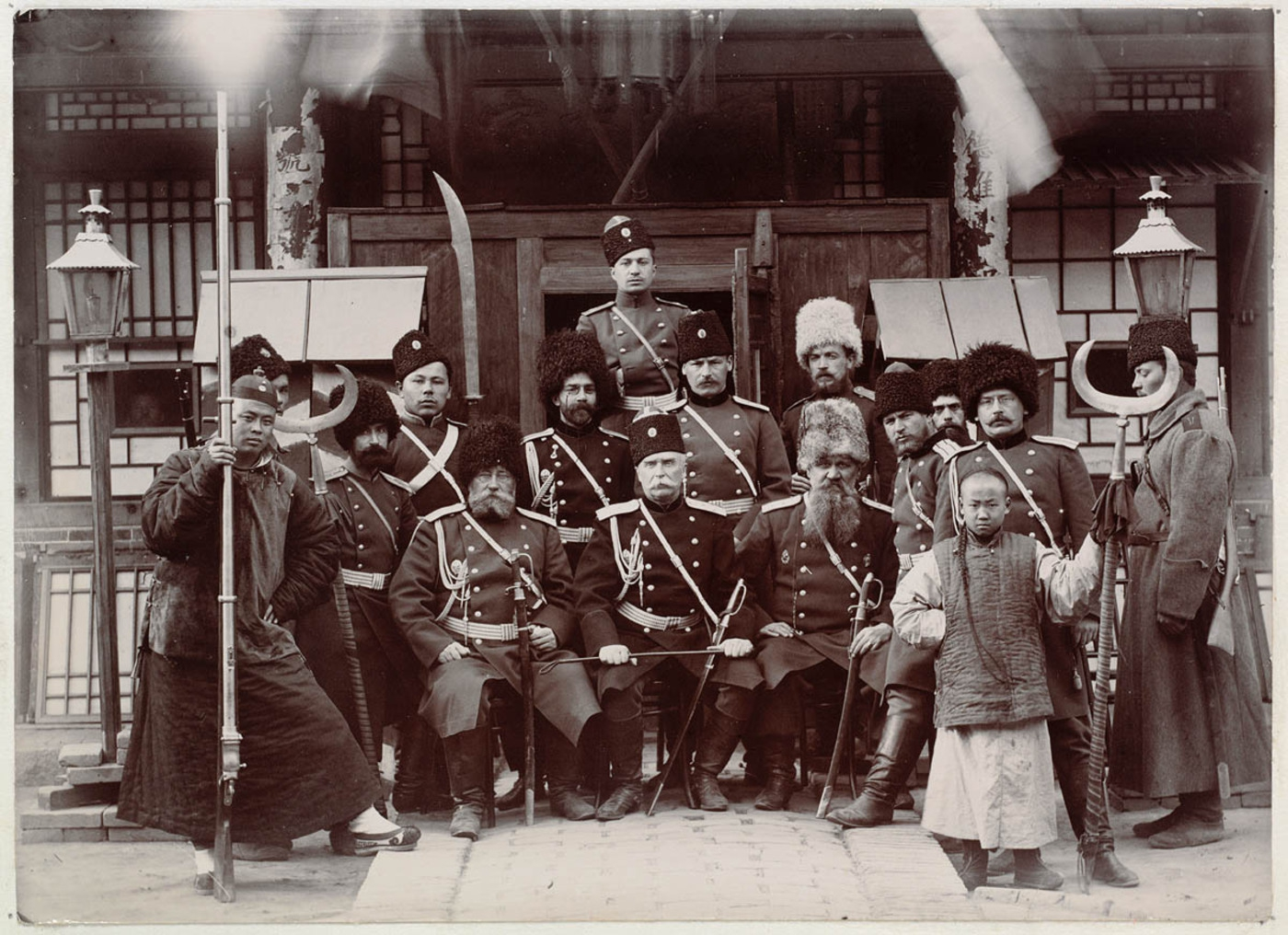
Soldats russes pendant la rébellion des Boxers

La Russie constitua la deuxième plus grande force de l'alliance, envoyant 12 400 hommes provenant principalement des garnisons de Port-Arthur et de Vladivostok.

### États-Unis

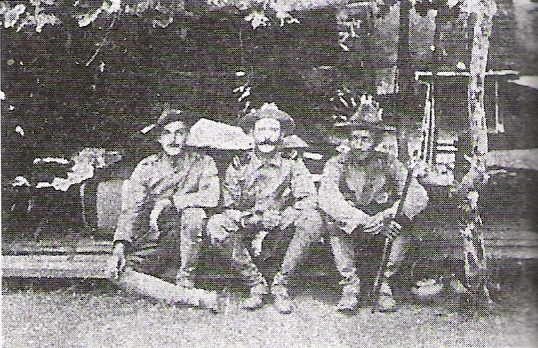
Troupes américaines pendant la guerre des Boxers

Aux États-Unis, la répression de la rébellion des Boxers fut baptisée China Relief Expedition (en) (expédition de libération de la Chine). Le pays joua un rôle majeur dans les événements, principalement grâce à la présence de forces américaines déployées dans les Philippines depuis la colonisation américaine en 1898. Parmi les troupes étrangères assiégées à Pékin se trouvaient 56 marins et Marines des navires USS Oregon et USS Newark. Les renforts déployés étaient le 9e et 14e régiment d'infanterie, des membres du 6e régiment de cavalerie, du 5e régiment d'artillerie et un bataillon de Marines, sous le commandement du général Adna Chaffe,.
Le futur président Herbert Hoover, qui travaillait alors à la Compagnie de Mines et d'Ingénierie de Chine, vivait avec son épouse dans le complexe étranger de Pékin. Il aida à la construction de barricades, constitua une milice avec les hommes en état de se battre et aida à la création d'un hôpital. Il portait un Mauser semi-automatique 0,38,.

## Après les combats
Le 14 août 1900, les troupes des huit nations envahirent et occupèrent Pékin. L'impératrice douarière Ci Xi, l'empereur Guang Xu et les grands fonctionnaires du gouvernement fuirent la Cité interdite pour rejoindre Xi'An et envoyèrent Li Hongzhang pour négocier avec l'alliance.
Après avoir pris Pékin, les forces alliées pillèrent la capitale et saccagèrent la Cité interdite, ramenant des trésors chinois en Europe.

### Atrocités
De nombreux chrétiens furent tués par les Boxers avant la rébellion. Nombre d'entre eux sont toujours commémorés aujourd’hui par l'Église orthodoxe et l'Église catholique parmi les 120 martyrs de Chine.
De nombreuses personnes, accusées d'être des Boxers, furent décapitées pendant les événements. Un court métrage britannique dépeignant ces événements fut réalisé en 1900 par la maison de production Mitchell & Kenyon.
Un Marine américain témoigna des exactions de troupes allemandes et russes qui auraient éventré et tué plusieurs femmes à la baïonnette après les avoir violées.
À Pékin, Mgr Favier publia un communiqué valable du 18 au 26 août, déclarant licite pour tout catholique de voler le strict nécessaire à sa survie et que le vol de 50 taëls d'argent ou moins ne serait pas signalé ni à rembourser.